# Спиранты Бругмана
Спира́нты Бру́гмана — фрикативные согласные Þ, Þh, ð, ðh, которые немецкий лингвист Карл Бругман реконструировал в праиндоевропейском языке на основании ряда соответствий.

## Современный взгляд на проблему
По современным представлениям, в данных лексемах в индоевропейском праязыке было стечение смычных типа TK (где T — любой зубной смычный, а K — любой заднеязычный смычный). В большинстве языков-потомков данное сочетание подверглось различным фонетическим изменениям, а именно:
- метатеза: греческая группа
- метатеза и спирантизация второго элемента: индоиранская группа
- утрата первого элемента сочетания: славянские, балтийские, германские, италийские, армянский, албанский языки
- утрата второго элемента сочетания: кельтские языки.

## Примеры
Лексемы, в которых имелось данное сочетание:
- пра-и.е. Hrtk'os (медведь): др.-греч. ἄρκτος, санскр. ऋक्षः (r̥kṣaḥ), арм. arj, др.-ирл. art, лат. ursus;
- пра-и.е. dhg’hem (земля): др.-греч. χθών, санскр. क्षम् (kṣam), алб. dhe, лат. humus, лит. žemė, рус. земля;
- пра-и.е. tetkon- (плотник): др.-греч. τέκτων, санскр. तक्षः (takṣaḥ).